# NGC 7624
NGC 7624 este o galaxie situată în constelația Pegas. A fost descoperită în 2 octombrie 1878 de către Édouard Stephan⁠(d). Se află la o distanță de 48,53 de megaparseci de Pământ.